# Эш (Люцерн)
Эш (нем. Aesch LU) — коммуна в Швейцарии, в кантоне Люцерн. 
Входит в состав округа Хохдорф. Население составляет 931 человек (на 31 декабря 2006 года). Официальный код — 1021.